# Cesar Gaudard
Cesar Gaudard (ur. 21 stycznia 1915, zm. 28 sierpnia 1997) – szwajcarski zapaśnik walczący w stylu wolnym. Olimpijczyk z Berlina 1936, gdzie zajął ósme miejsce w wadze koguciej.

## Letnie Igrzyska Olimpijskie 1936
| Konkurencja      | Rundy eliminacyjne        | Rundy eliminacyjne      | Rundy eliminacyjne | Klas. końcowa |
| Konkurencja      | Przeciwnik I              | Przeciwnik II           | Przeciwnik III     | Miejsce       |
| ---------------- | ------------------------- | ----------------------- | ------------------ | ------------- |
| 56 kg styl wolny | Shankarrao Thorat (IND) Z | Herman Tuvesson (SWE) P | Ross Flood (USA) P | 8.            |